# Brankovina
Brankovina je vesnice v opštině Valjevo na západě Srbska. Celé území Brankoviny bylo v roce 1979 prohlášeno za Historickou památku velkého významu a je chráněno Republikou Srbsko.

## Památky
V Brankovině se nachází několik památek:
- Kostel svatých archandělů - dobře zachovaný kostel postavený v roce 1830. Vedle něj se nachází starý hřbitov, kde jsou pohřbeni významní lidé pocházející z Brankoviny.
- Sobrašice Ljuby Nenadoviće - rodný dům Ljuby Nenadoviće postavený roku 1826
- Stará škola - slouží jako součást Valjevského národního muzea, byla postavena v roce 1833
- Hrob Desanky Maksimović, známé srbské básnířky

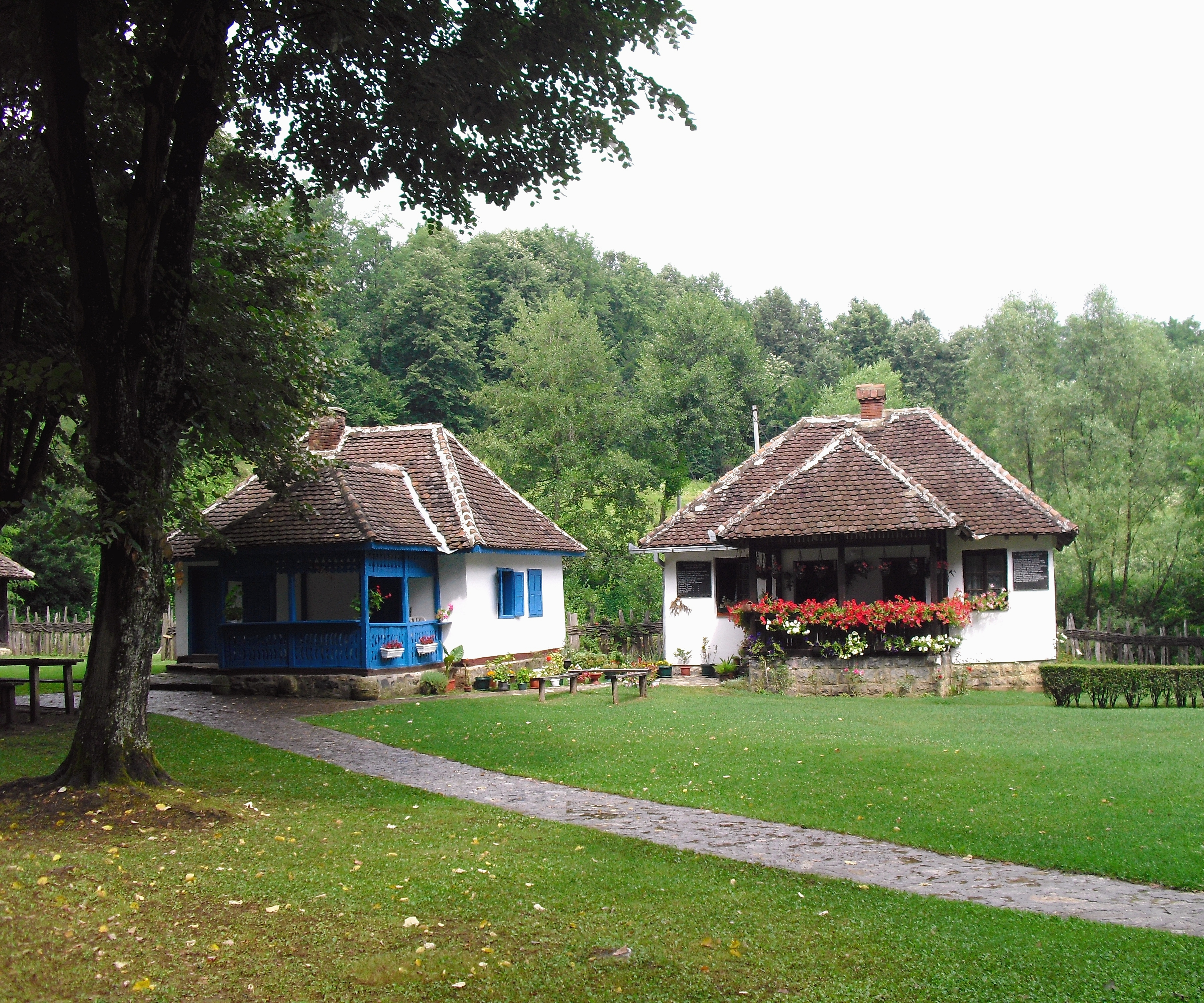
Domy v Brankovině
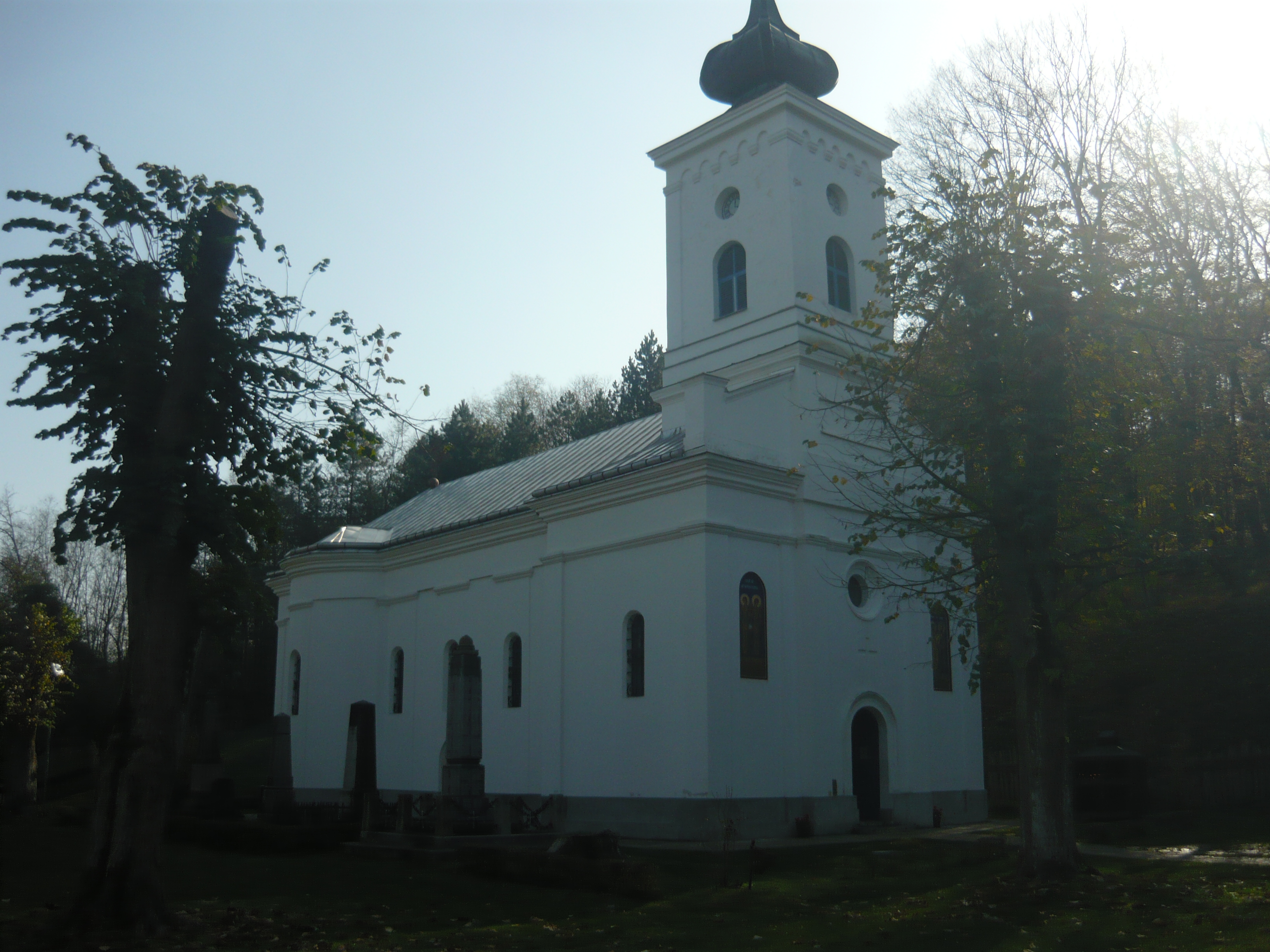
Kostel
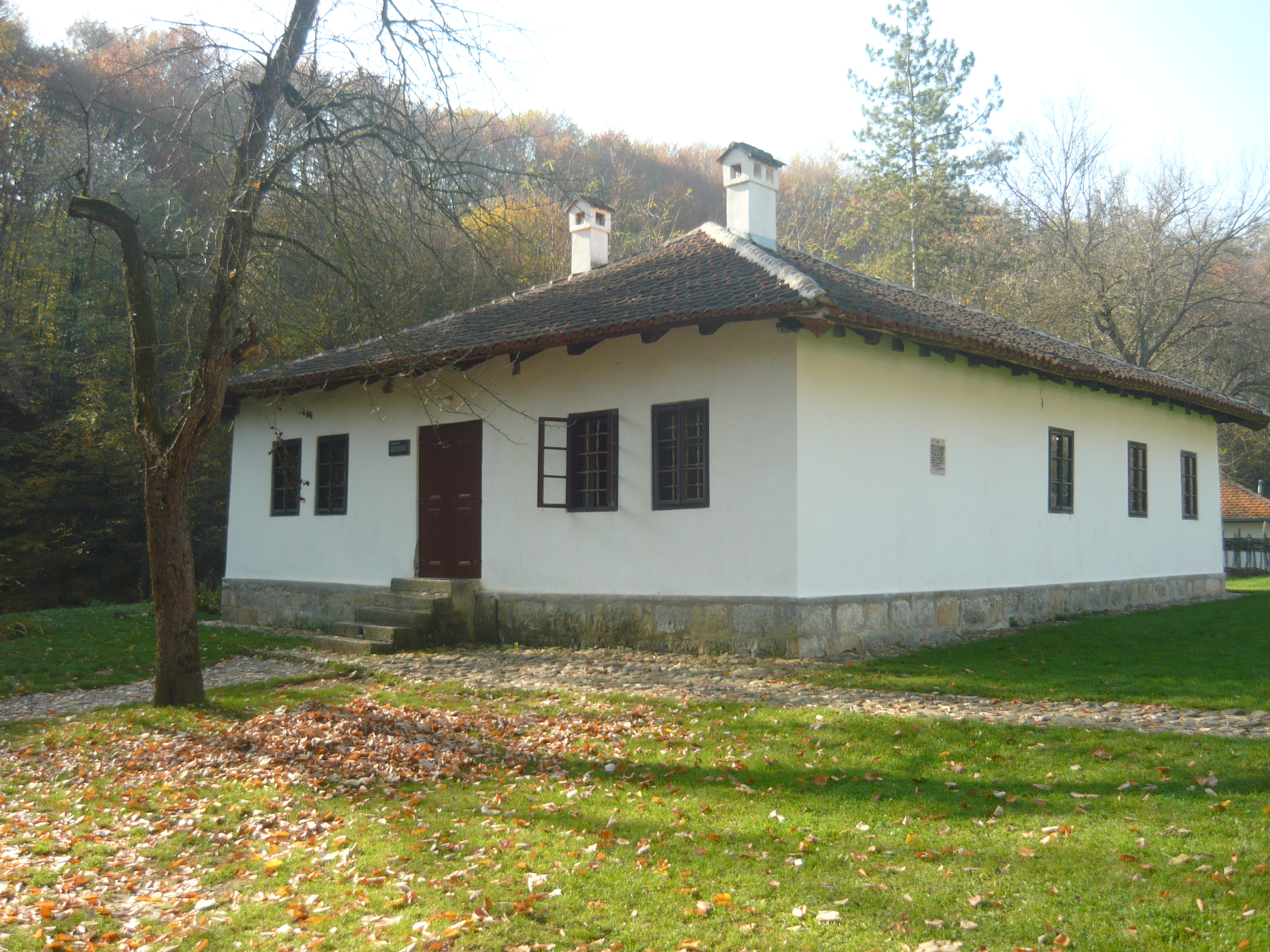
Stará škola
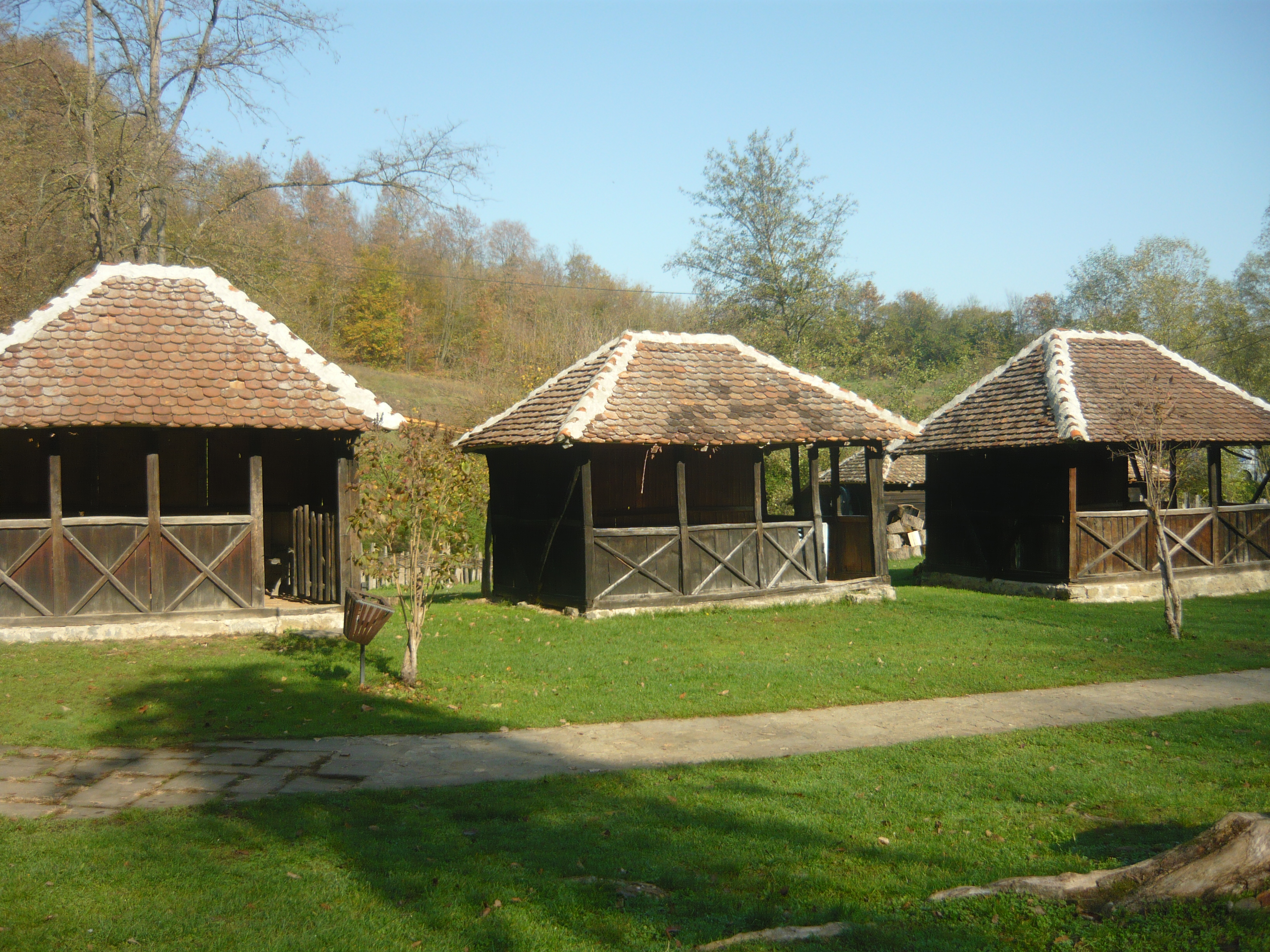
"Sobrašice", staré dřevěné chaty
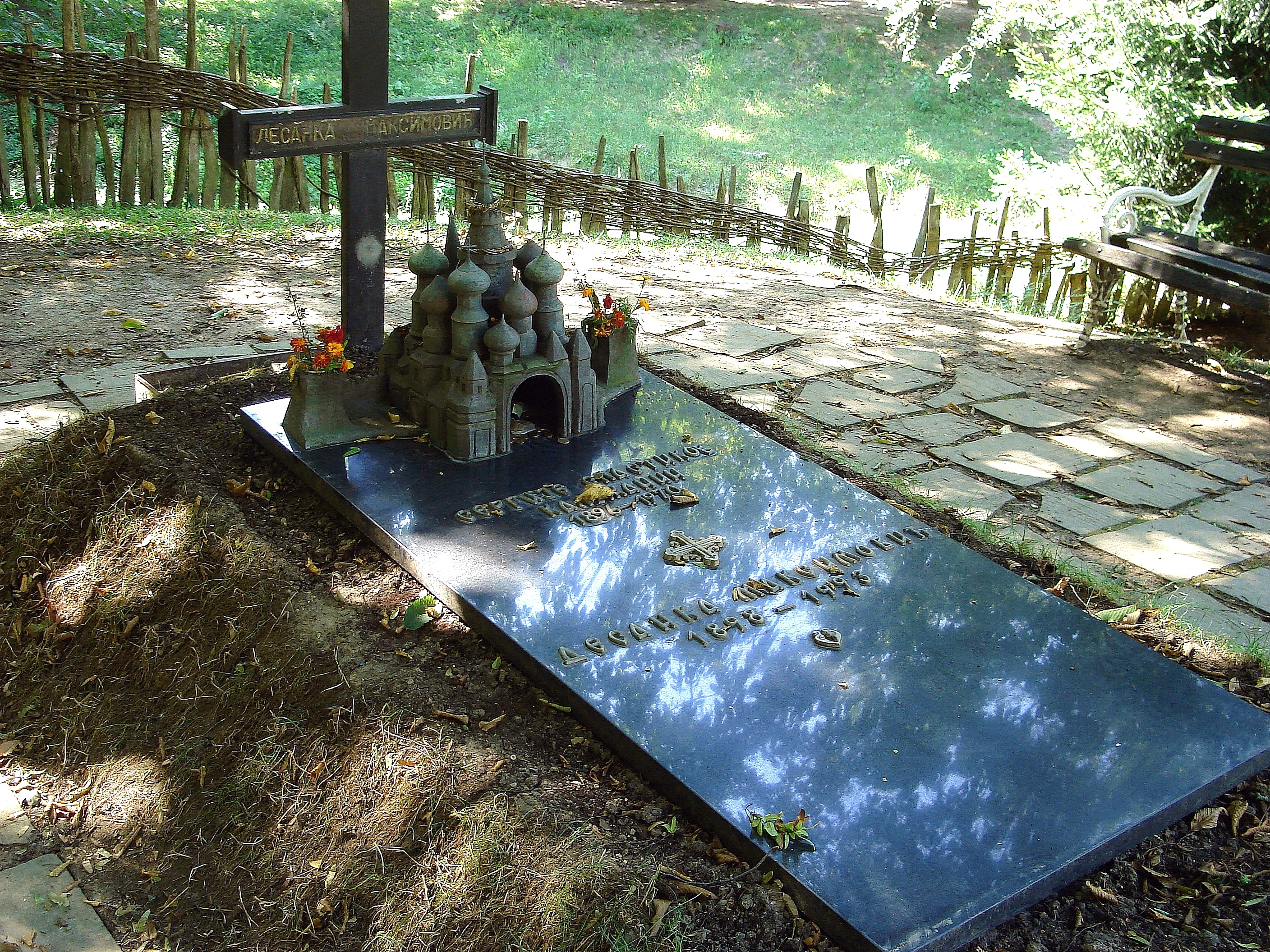
Hrob Desanky Maksimović
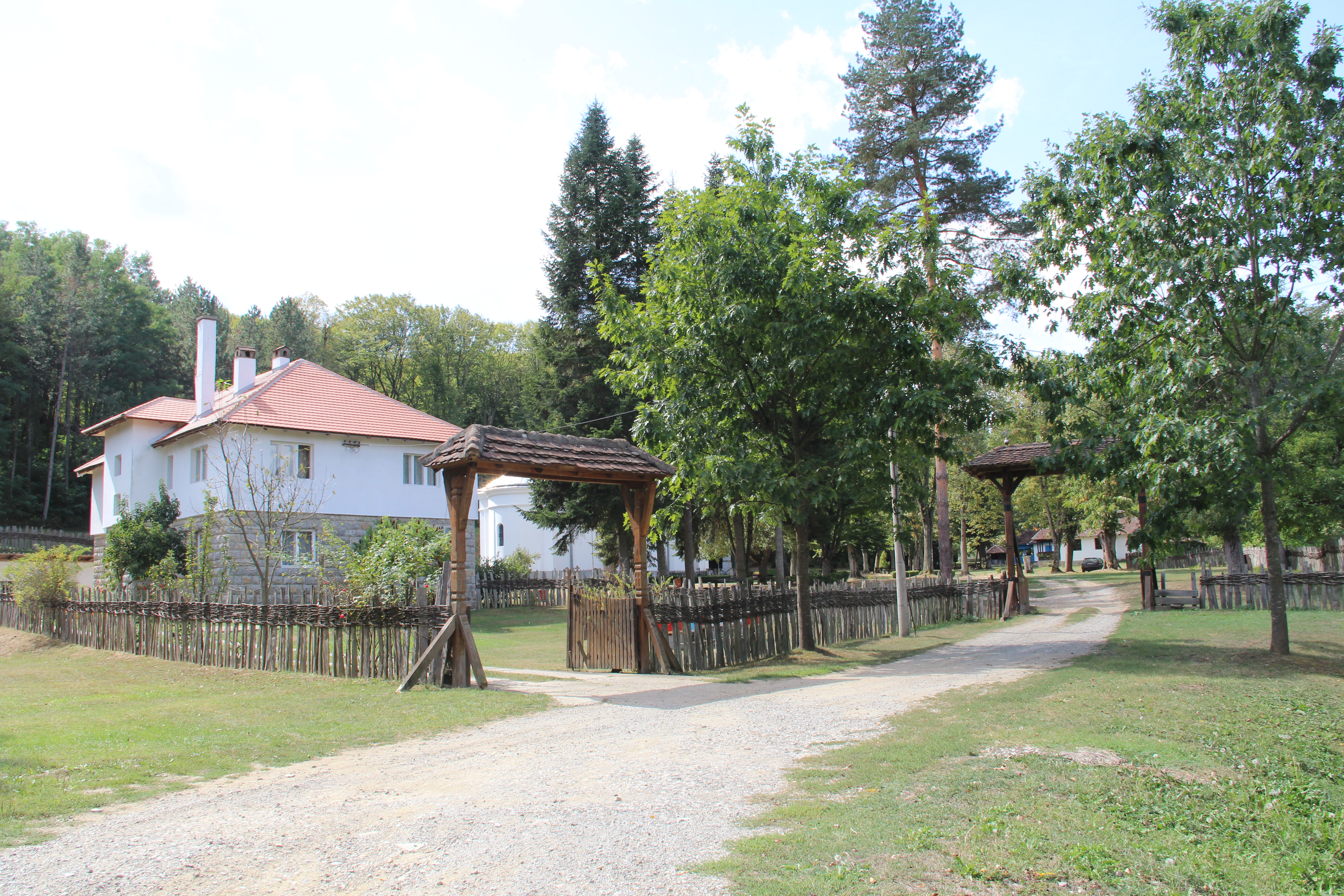
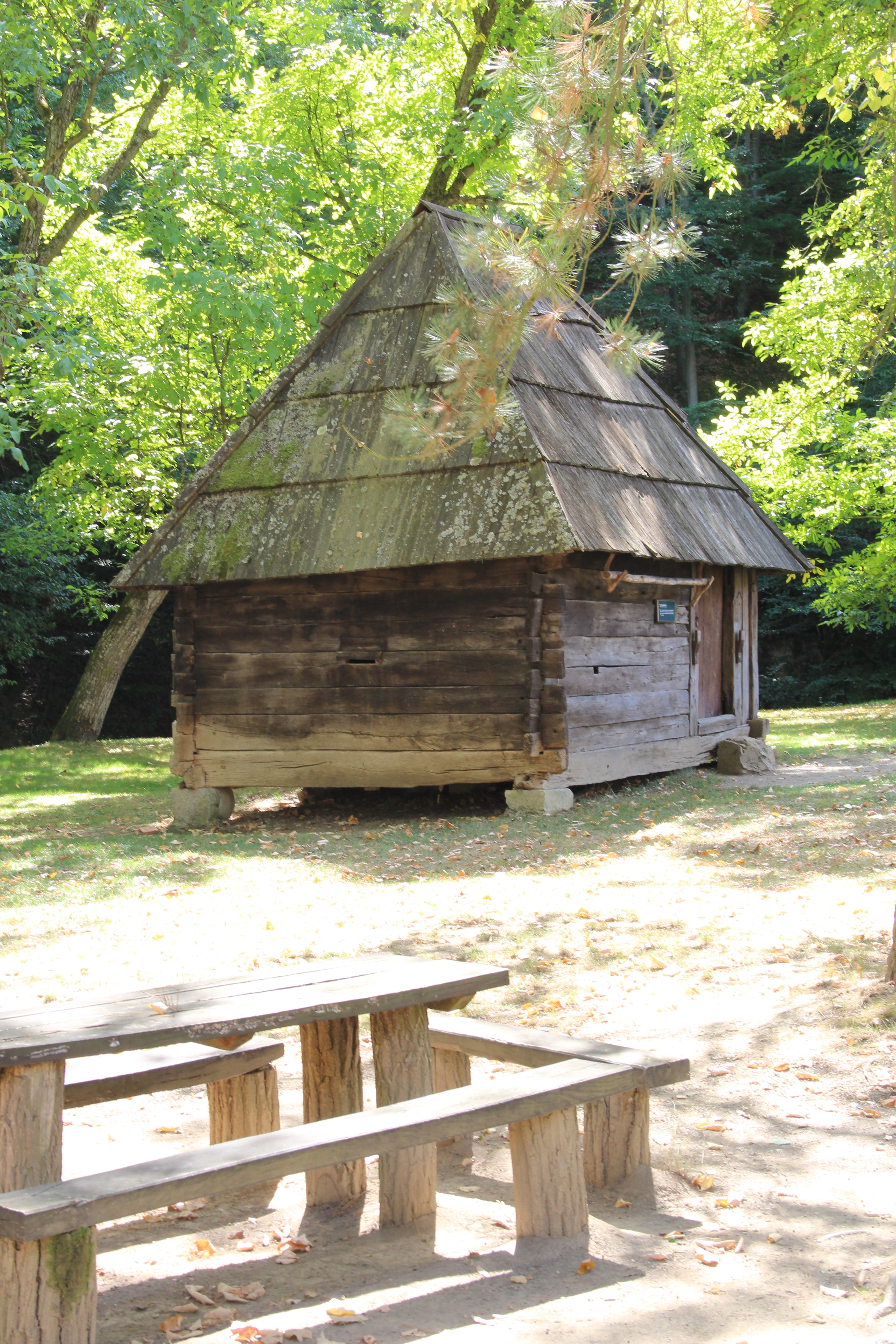
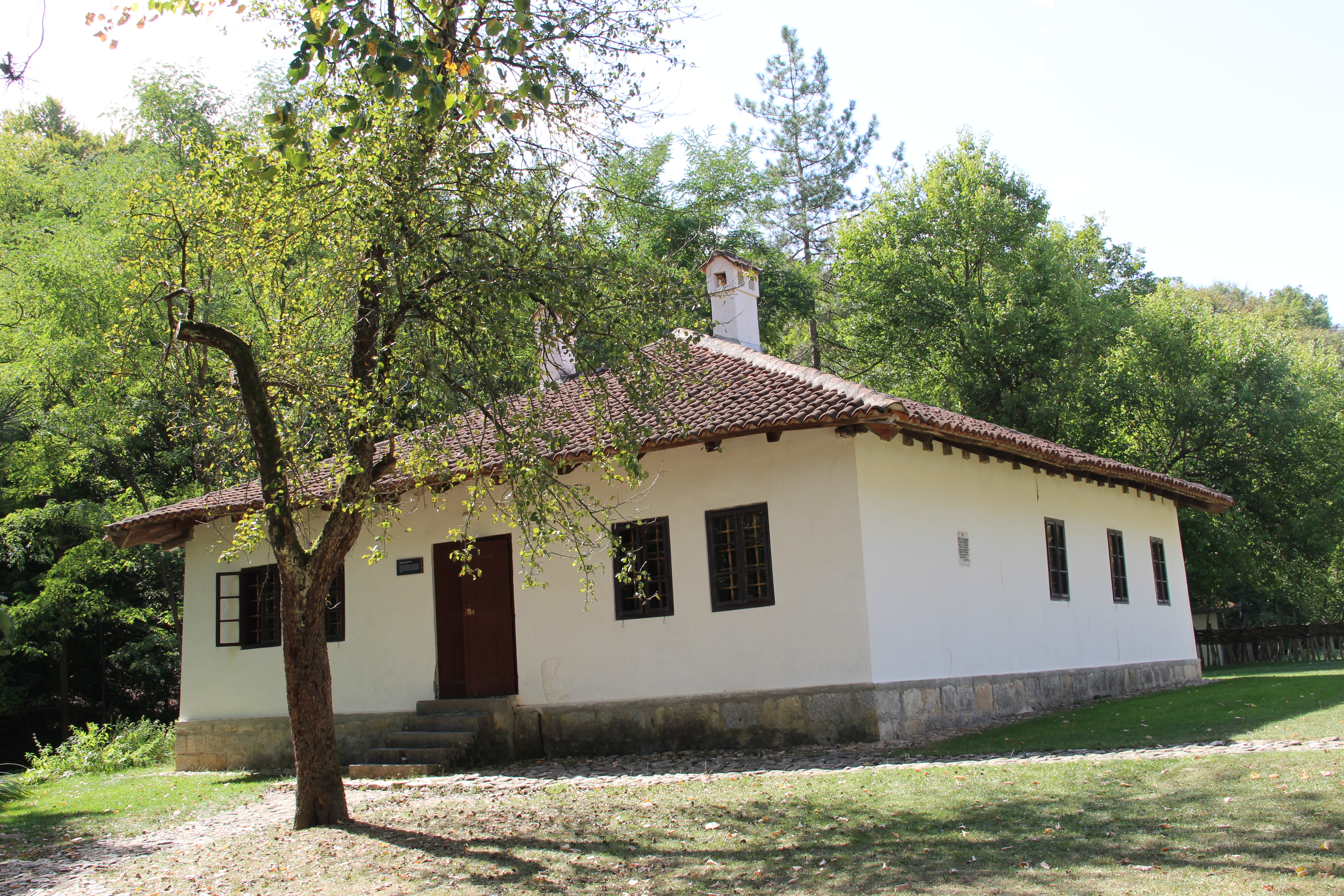
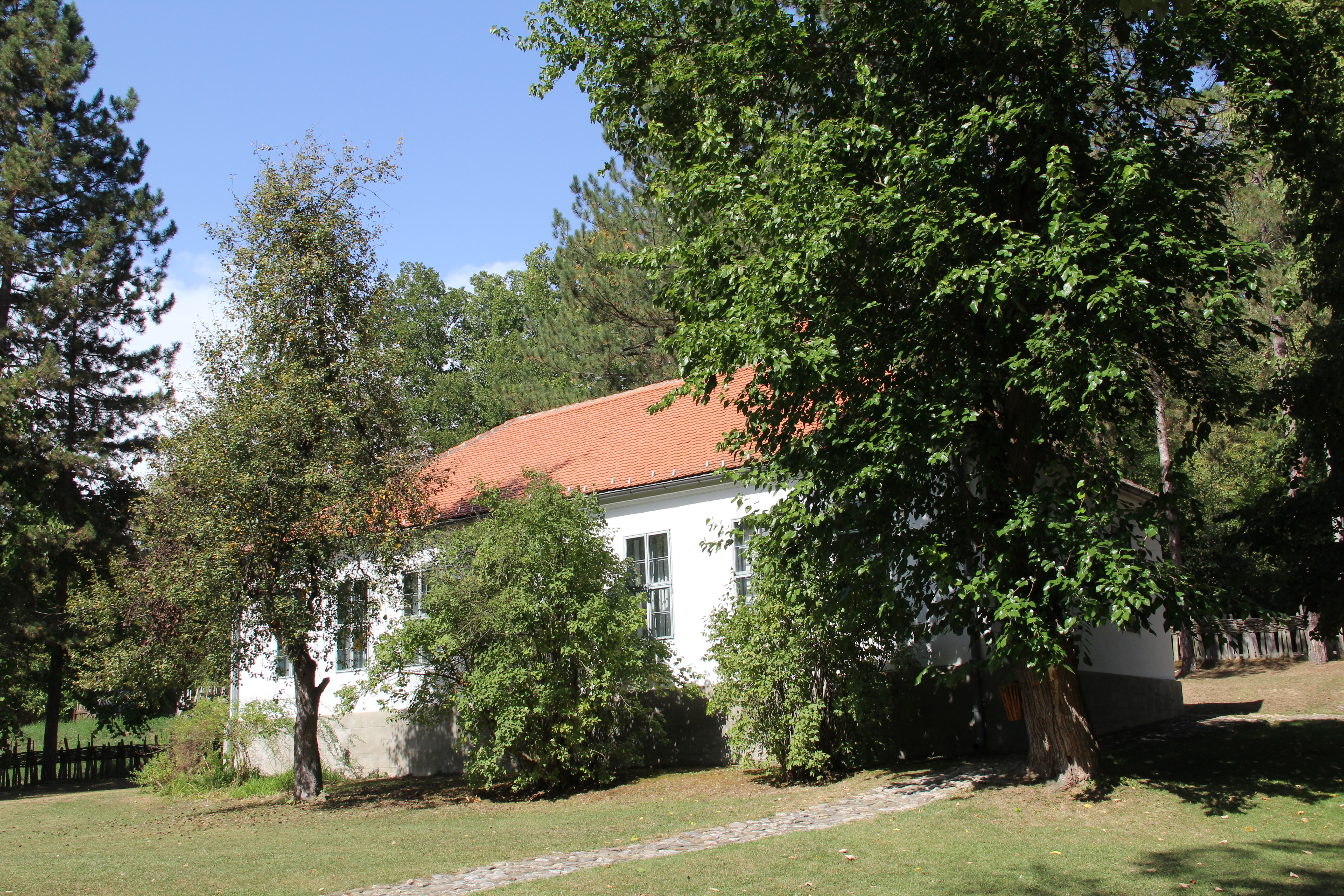
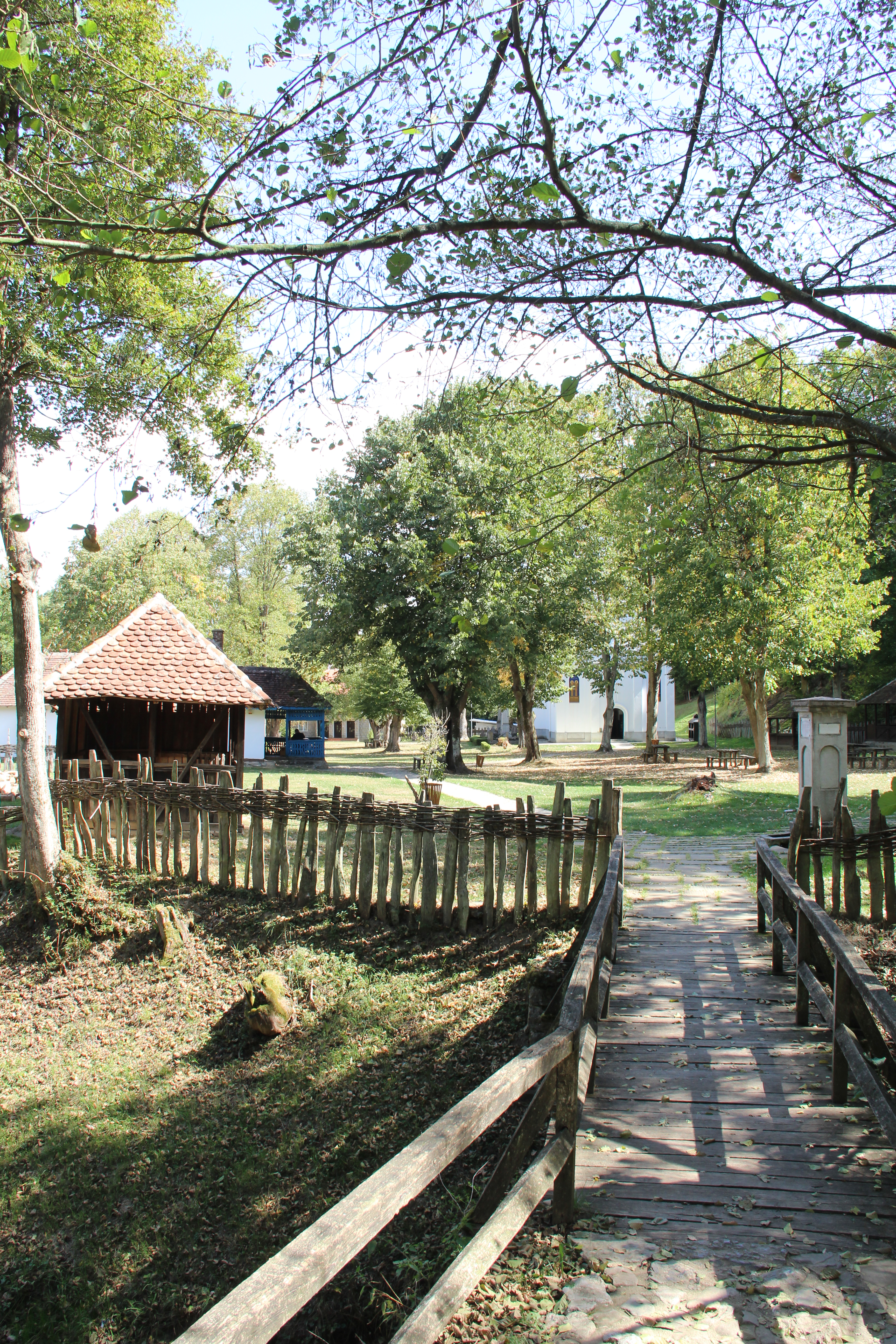
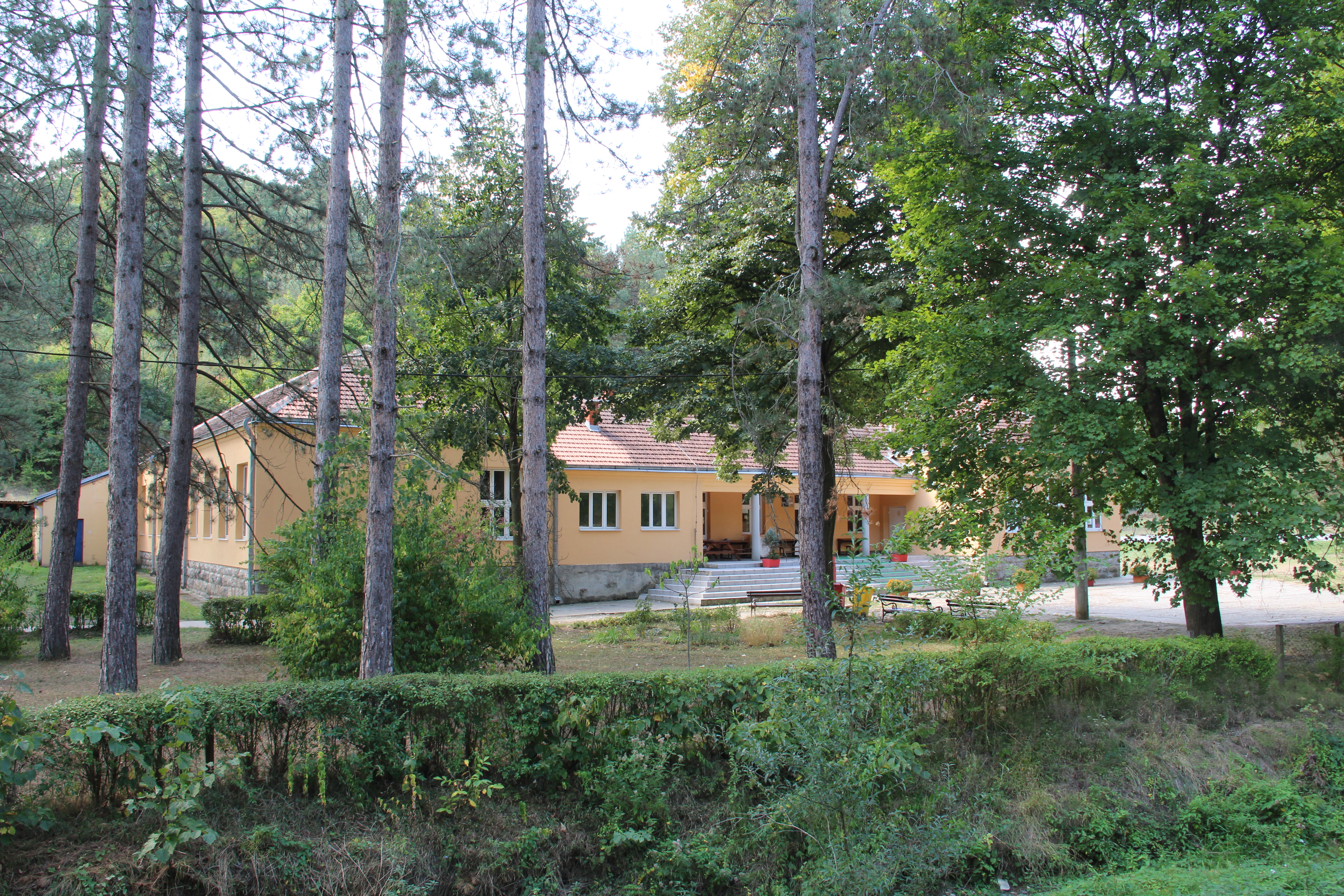
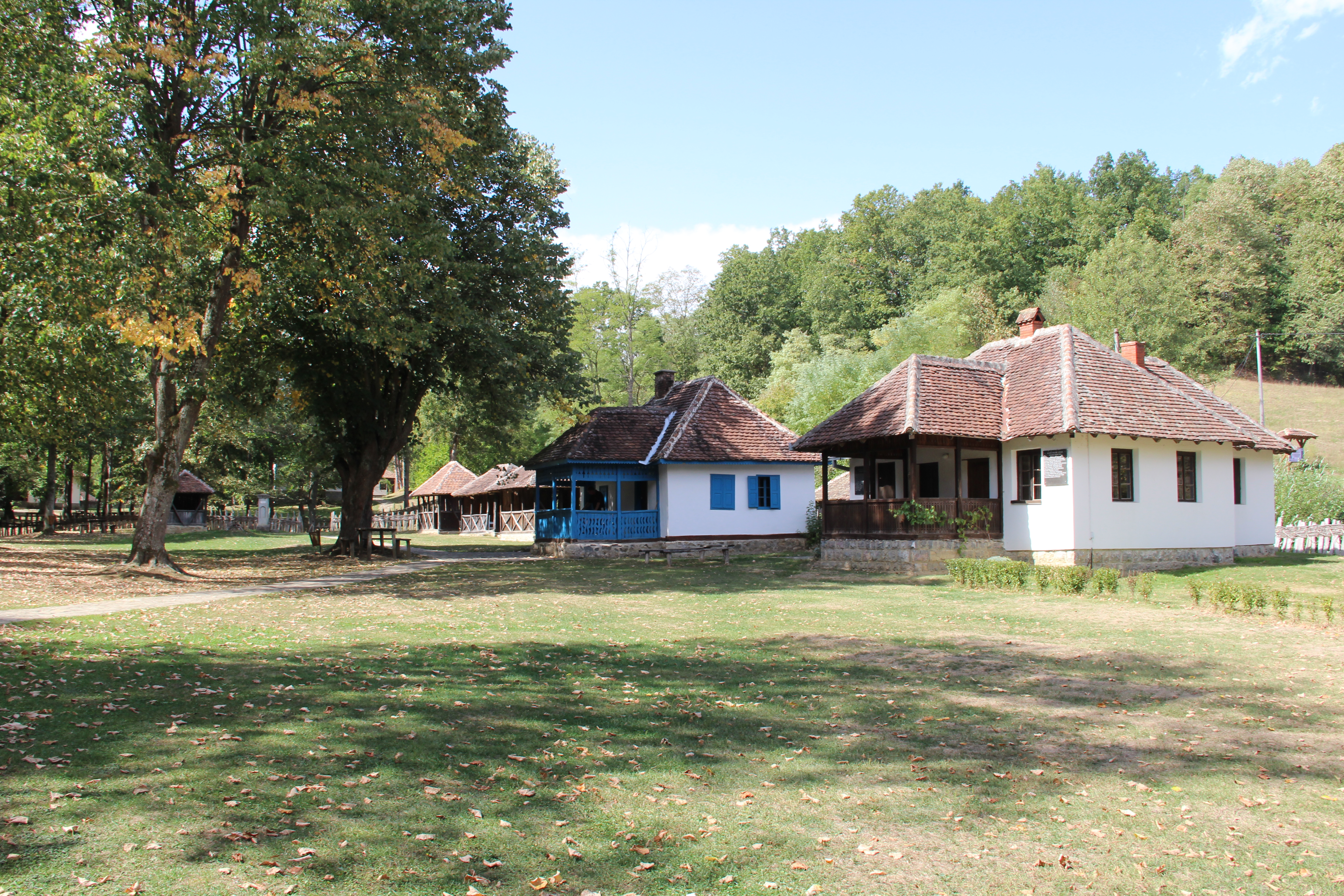
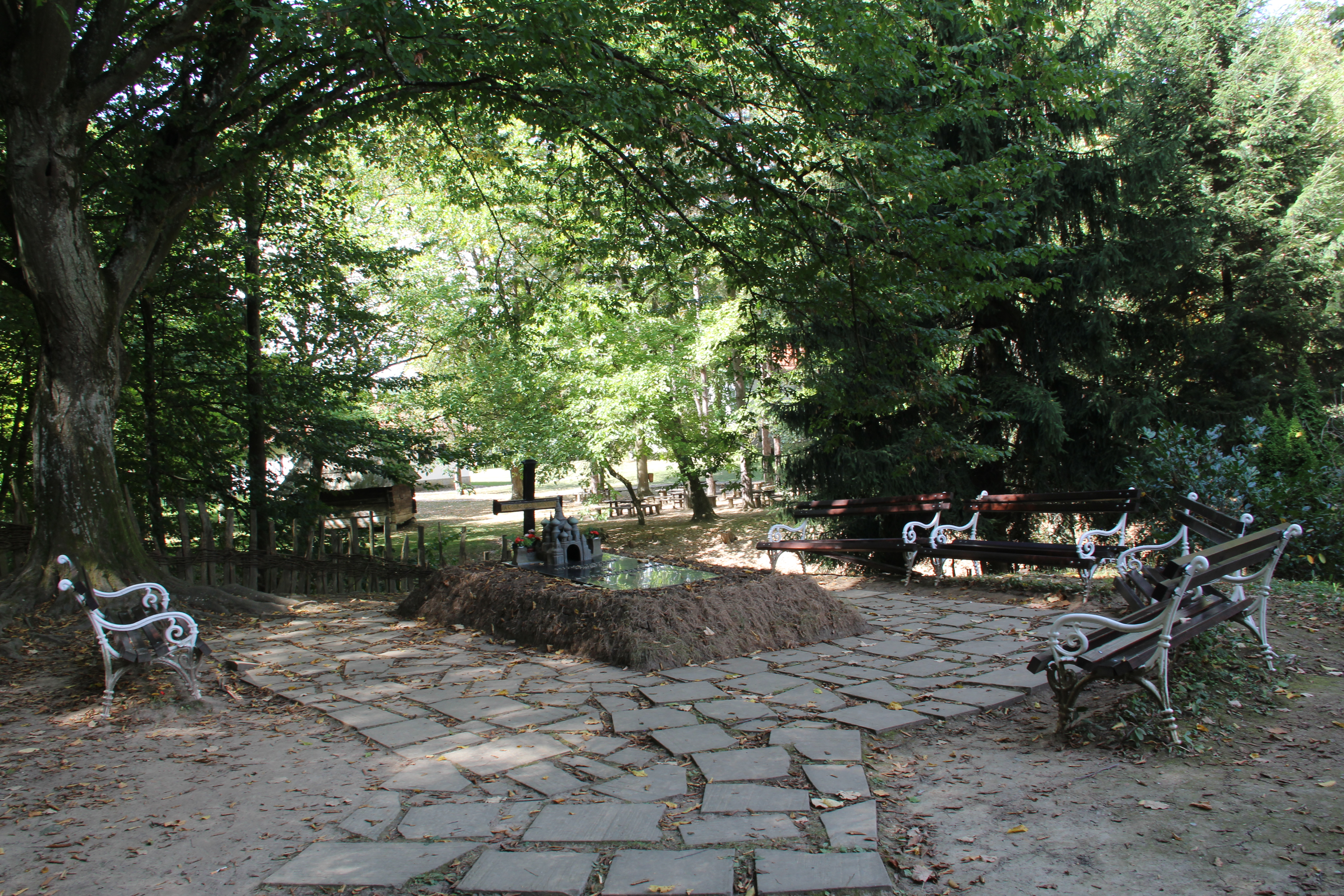
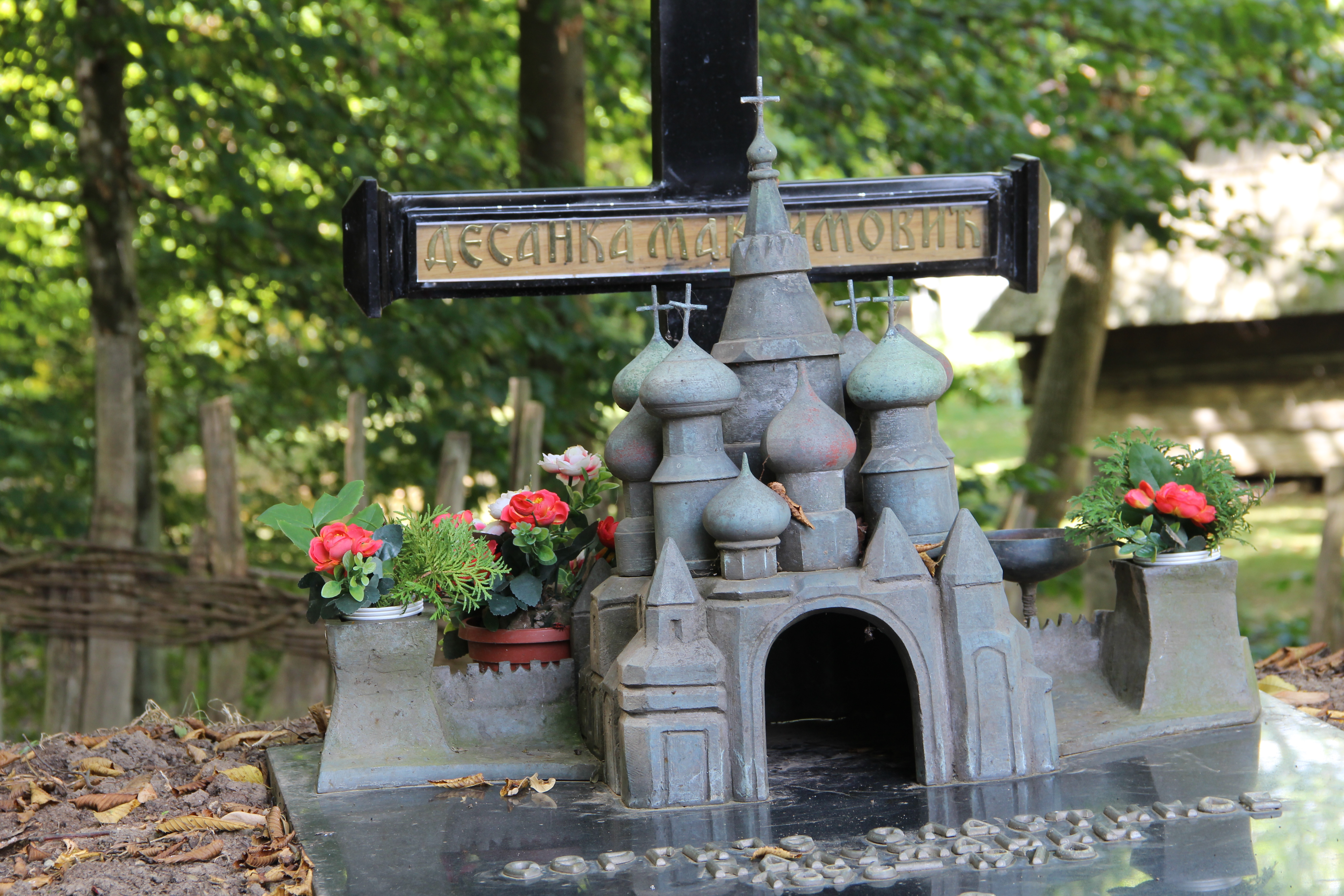
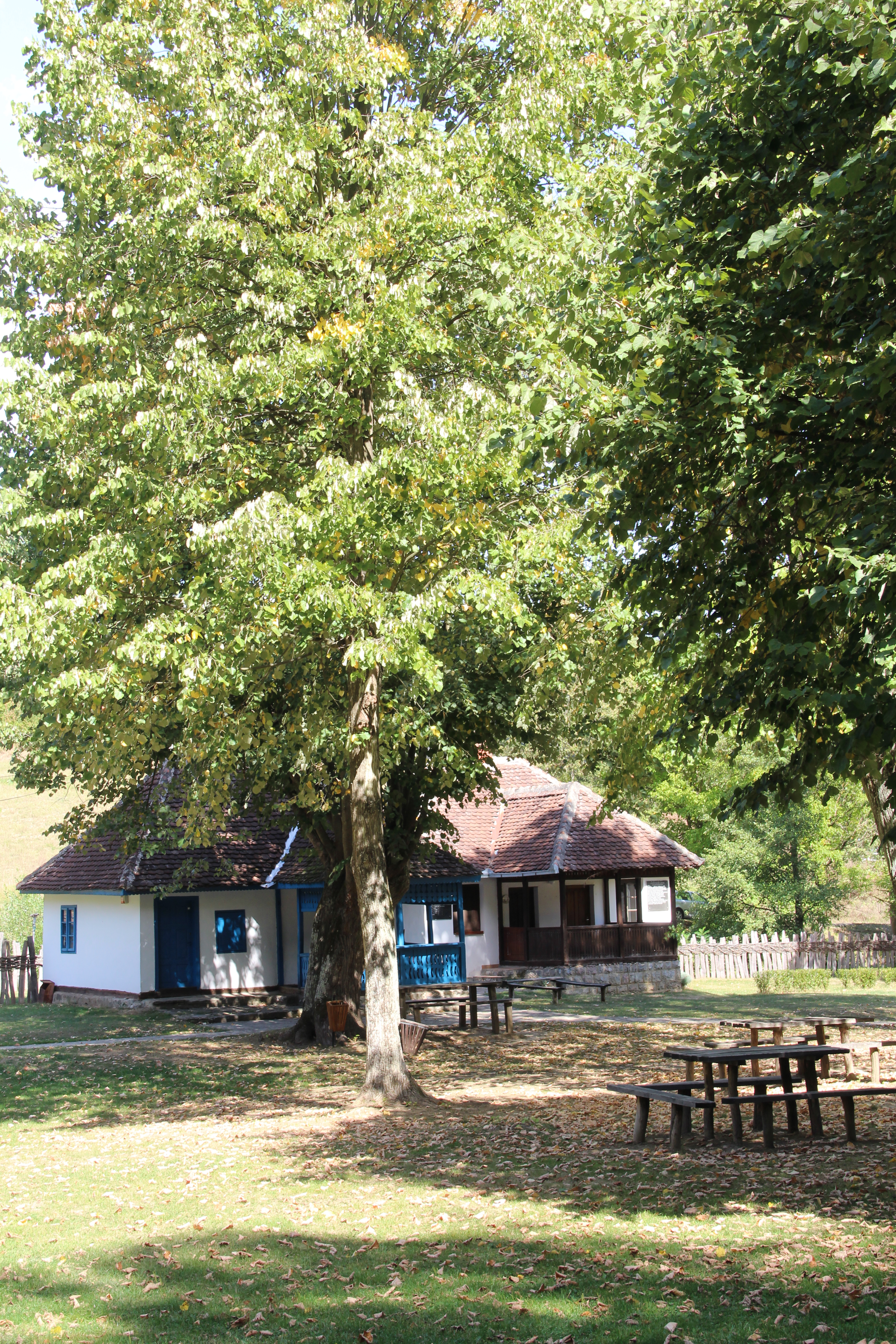